# Midland Group
Midland Group — міжнародна торгова та інвестиційна холдингова компанія, зареєстрована в Гернсі під назвою «Midland Resources Holding Ltd». Група компаній Midland володіє низкою дочірніх компаній, які працюють в сільському господарстві, виробництві, на ринку нерухомості, займаються будівництвом комерційної та житлової нерухомості на території Росії, України та Канади, сталеливарній промисловості, енергоринку, займаються трейдинговими операціями. Заснована у 1994 році компанія стала одним з найбільших продавців продукції «Запоріжсталі». Напочатку компанія займалася тим, що купувала російське вугілля, віддавала українським сталеливарним компаніям, а взамін забирала готову сталь. До 2001 року зароблені кошти дозволили їм придбати кілька металургійних заводів, у тому числі і рідне підприємство Шифріна. (детальніше див: Алекс Шнайдер-Запоріжсталь)
В компанію входять українські підприємства: Запоріжкокс, Запорізький залізорудний комбінат, Запорізький вогнетривкий завод, Луганський трубний завод, торгова мережа «Амстор», «Запоріжсталь», 25 % акцій «Русспецсталі» і ін.
У першу чергу група компаній присутня на території Співдружності Незалежних Держав, а також в Східній Європі і на Далекому Сході. Також мають окремі гілки для Американського регіону з їх штаб-квартирою в Канаді. Група компаній Midland має присутність в 34 країнах по всьому світу.
Співзасновниками групи є мільярдери Алекс Шнайдер (голова), і Едуард Шифрін.
У 2005 році «Midland Group» купила команду Jordan F1.
З 2007 року Генеральним директором компанії «Midland Development Ukraine» працює Олена Шуляк.